# Chłop z Bronowic
Chłop z Bronowic, Studium stojącego chłopa, Studium chłopa z Bronowic, Studium wieśniaka, Chłop z Bronowic. Studium – obraz olejny namalowany przez Aleksandra Gierymskiego około roku 1895. Obraz znajduje się w zbiorach Muzeum Narodowego w Krakowie i jest eksponowane w Galerii Sztuki Polskiej XIX wieku w Sukiennicach. 
Portret powstał podczas krótkiego pobytu artysty w kraju, w latach 1893–1895, związanego ze staraniem o objęcie katedry Akademii Sztuk Pięknych w Krakowie. W tym czasie zatrzymał się w podkrakowskich Bronowicach, gdzie mieszkał przez dwa lata u Włodzimierza Tetmajera. Mężczyzna na portrecie pozuje w stroju krakowskim, postać została namalowana na chłodnym, naturalnym tle i oświetlona od przodu.
Obraz został podarowany muzeum przez Włodzimierza Tetmajera w porozumieniu ze Stanisławem Kuczborskim w 1902 roku. 